# 髙田桂太郎
髙田 桂太郎（たかだ けいたろう、1985年10月24日 - ）は、日本の実業家。株式会社リソースクリエイション代表取締役 CEO。

## 人物
10年以上にわたり、1000社を超える企業の採用コンサルティングに従事。人材ソリューション事業、SNS事業、マーケティング事業、クリエイティブ事業などを行うリソースクリエイションを2015年に創設。採用に特化したSNS運用代行サービス「エアリク」を運営し、若者の支持を得るなどユニークなビジネスモデルを展開。売上高を2年間で3,000万円から2億8,000万円にまで急拡大させた。さらに2025年3月期には12億円まで拡大させる。
TikTok「ユイカとヒロシ」は10万人のフォロワーを抱え、SNSの総フォロワー数は150万人を超え、2024年5月現在の総再生回数は10億回を超えている。個人インスタグラム月間リーチ数240万人（2024年5月）。2023年8月からは、渋谷クロスFMにて生放送番組「SNS FESTIVAL」を放送開始。
「High-Growth Companies Asia-Pacific 2023（アジア太平洋地域における急成長企業ランキング2023）でトップ500に4年連続でランクインし、 22〜25年4年連続上位500社として表彰されるとともに英国紙「Financial Times」に掲載された（2022年 日本国内：50位（167社中）APAC：191位（500社中）、2023年 日本国内：51位（136社中）APAC：241位（500社中）、2024年は日本国内：63位、APAC：353位）、2025年 日本国内：20位（91社中）、APAC：191位（500社中）。3年連続ベストベンチャー100選出されるなど会社を急成長させた。

### 幼少期から青年期
1985年、東京都品川区に生まれる。周辺には裕福な家庭も多い中、幼少期、風呂もトイレもない家（母子寮）で母子家庭に育つ。風呂は居住者100名超えの母子寮にたった一つしかなかったという。そのため劣等感や引け目を感じるようになるが、生まれる環境は選べなくとも、自分の選択で、未来を変えることができると考えて育った。学生時代は勉強が嫌いで定時制高校を卒業し、大学に進学したものの学費を払えず除籍となり中退。警備会社に就職したものの、実力主義の企業で自分自身を試してみたいという想いで転職を決意。しかし、全部手書きで、心を込めて書いた履歴書であったにもかかわらず、高校定時制卒の学歴のためか、応募基準を満たしているはずの15社に履歴書を送付しても13社は書類選考落ちであった。この経験が後に「学歴に関係なく、チャンスがある会社を創りたい」と思うきっかけとなった。
唯一内定が出た求人広告の代理店に就職。毎日8時半の朝礼から翌1時まで働き、終電で帰る生活を送るが、この厳しい経験が、後に驚異的な売上につながる。部下を持ちマネジメントを経験、フリーランスとして独立。「クライアント企業を幸せにしたい」という想いだけを抱き仕事を続けるうちに、31歳の時には年収4,000万円超となった。それでも心は満たされず、人同士が関わり合い、感動を共有できる会社組織を創設することを思い立つ。学歴コンプレックスから、学歴に関係なく、働ける会社の創設を考えた。そのため面接時には、学歴を見ずに人柄で採用する事を今も一貫している。

### 会社設立後
2015年4月、株式会社リソースクリエイションを設立。高田は企業の採用対象にデジタルネイティブであるZ世代が増加していることに鑑み、Instagram、TikTokなどのアカウントの開設が重要と考え、SNSを通したコミュニケーションが、もっとも有効であるとの考えに基づき、SNS運用代行サービス「エアリク」TikTok「ユイカとヒロシ」などの運用やインフルエンサーが集うイベントを、自らが主宰し催行したり、インフルエンサー向けの就職活動イベントを実施するなどして、多くの若者の潜在層を引き出し、業績に結び付けた。リソースクリエーションは、2023年 には、「ホワイト企業認定 ゴールド」に認定。『第10回ホワイト企業アワード』「理念共有部門」受賞。2024年には「ホワイト企業認定 プラチナ」に認定。3年連続ベストベンチャー100に選出された。
2024年には、世界的メディアWSJの中で、次世代に受け継がれるリーダーを特集する企画であるNext-Era Leaders ×Wall Street Journalに選ばれ、取材を受ける。2025年4月にはWorld Short Drama Awards 2025 グランプリ受賞に際して授賞式に参加して、昨年に続き2年連続でレッドカーペットを歩く。

## 経歴
- 1985年 - 東京都品川区生まれ。
- 高校定時制 卒業。大学 中退。警備会社に入社。
- 求人広告の代理店へ入社[3]。
- フリーランスとして起業。
- 2015年4月 株式会社リソースクリエイションを設立。
- 2023年
  - 3月17日、「High-Growth Companies Asia-Pacific 2023（アジア太平洋地域における急成長企業ランキング）」トップ500に2年連続でランクインし、英国紙「Financial Times」に掲載される。日本国内：51位（136社中）APAC：241位（500社中）[11]。
  - 6月30日、「エアリク」が日本ビジネスリサーチの調査において行った経営者319名に対する第三者機関調査の結果、5部門で高評価を獲得[22]。
  - 8月24日、渋谷クロスFMにて生放送番組「SNS FESTIVAL」を放送開始[9]。
  - 9月1日、リソースクリエイションが「ホワイト企業認定 ゴールド」に認定される[19][18]。
  - 11月15日、『第10回ホワイト企業アワード』「理念共有部門」受賞[23][24]。
- 2024年
  - 1月5日、2年連続ベストベンチャー100選出[25]。
  - Next-Era Leaders × Wall Street Journalに選ばれ、取材を受ける[20]。
  - 4月、「High-Growth Companies Asia-Pacific 2023（アジア太平洋地域における急成長企業ランキング2023）でトップ500に3年連続でランクイン。SNS総フォロワー100万人突破[6]。
  - 11月、縦型映像制作チーム「Bee Studio」を始動。自分たちにしかできない作品作りをめざし、芸能事務所と連携を図りキャスティングを行う[26]。

- 2025年
  - 1月8日、3年連続で「ベストベンチャー100」に選出[27]。
  - 3月配信、U-NEXT配信ドラマ『Platonic Love』[26]

制作:株式会社リソースクリエイション（Bee Studio）。
アワード受賞作
作品名『走馬灯』
Nikon Presents- Vertical Movie Award 2025 審査員賞 受賞。
World Short Drama Awards 2025 グランプリ 受賞。
- - 4月、World Short Drama Awards 2025 グランプリ受賞に際して授賞式に参加して2年連続でレッドカーペットを歩く[21]。